# Buchenavia pallidovirens
Buchenavia pallidovirens är en tvåhjärtbladig växtart som beskrevs av José Cuatrecasas. Buchenavia pallidovirens ingår i släktet Buchenavia och familjen Combretaceae. Inga underarter finns listade i Catalogue of Life.